# Babica (Petite-Pologne)
Pour l’article homonyme, voir Babica.
Babica (prononciation : [baˈbit͡sa]) est une localité polonaise de la gmina et du powiat de Wadowice en voïvodie de Petite-Pologne.